# Rathaus Blasewitz

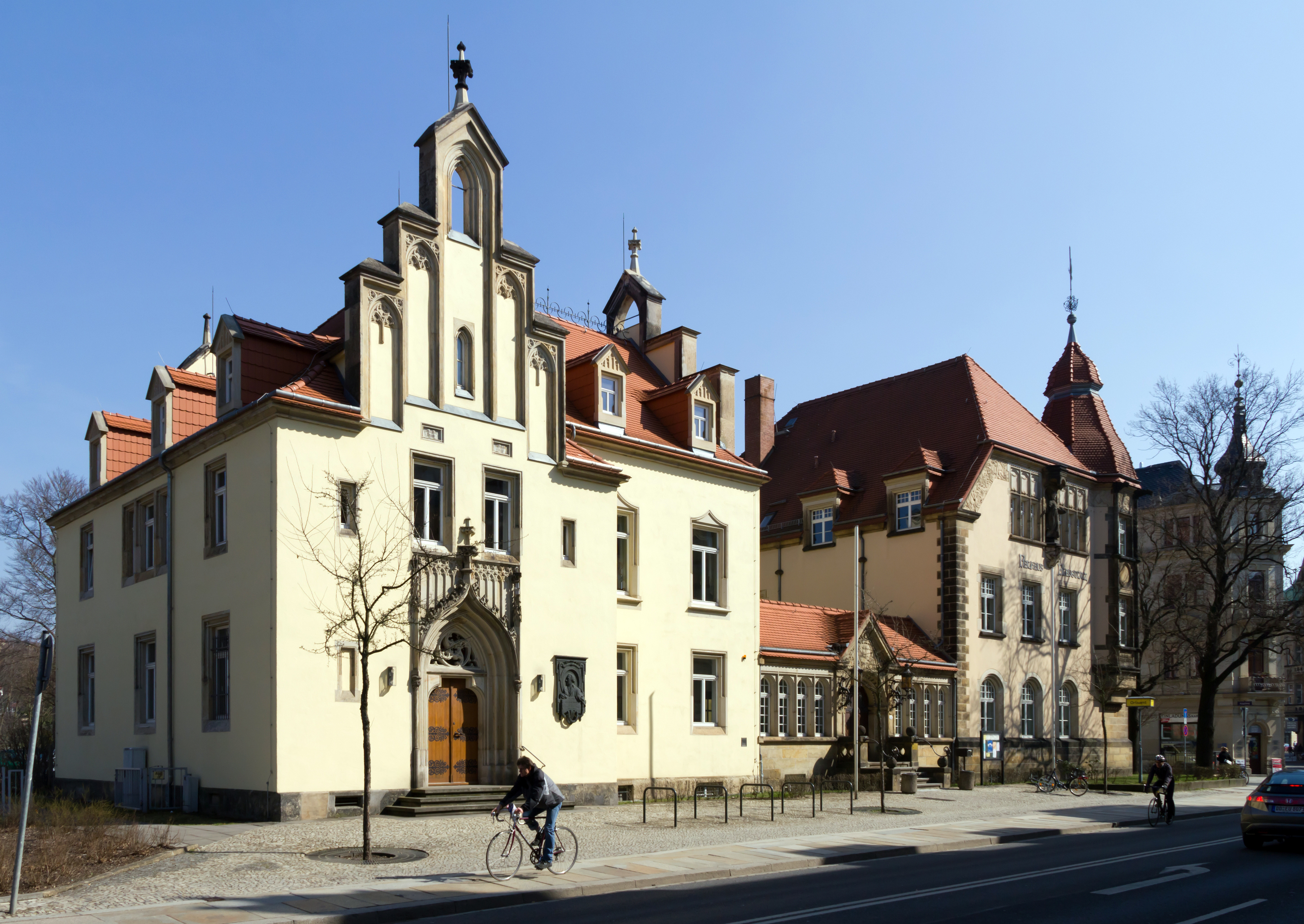
Rathaus Blasewitz von Westen

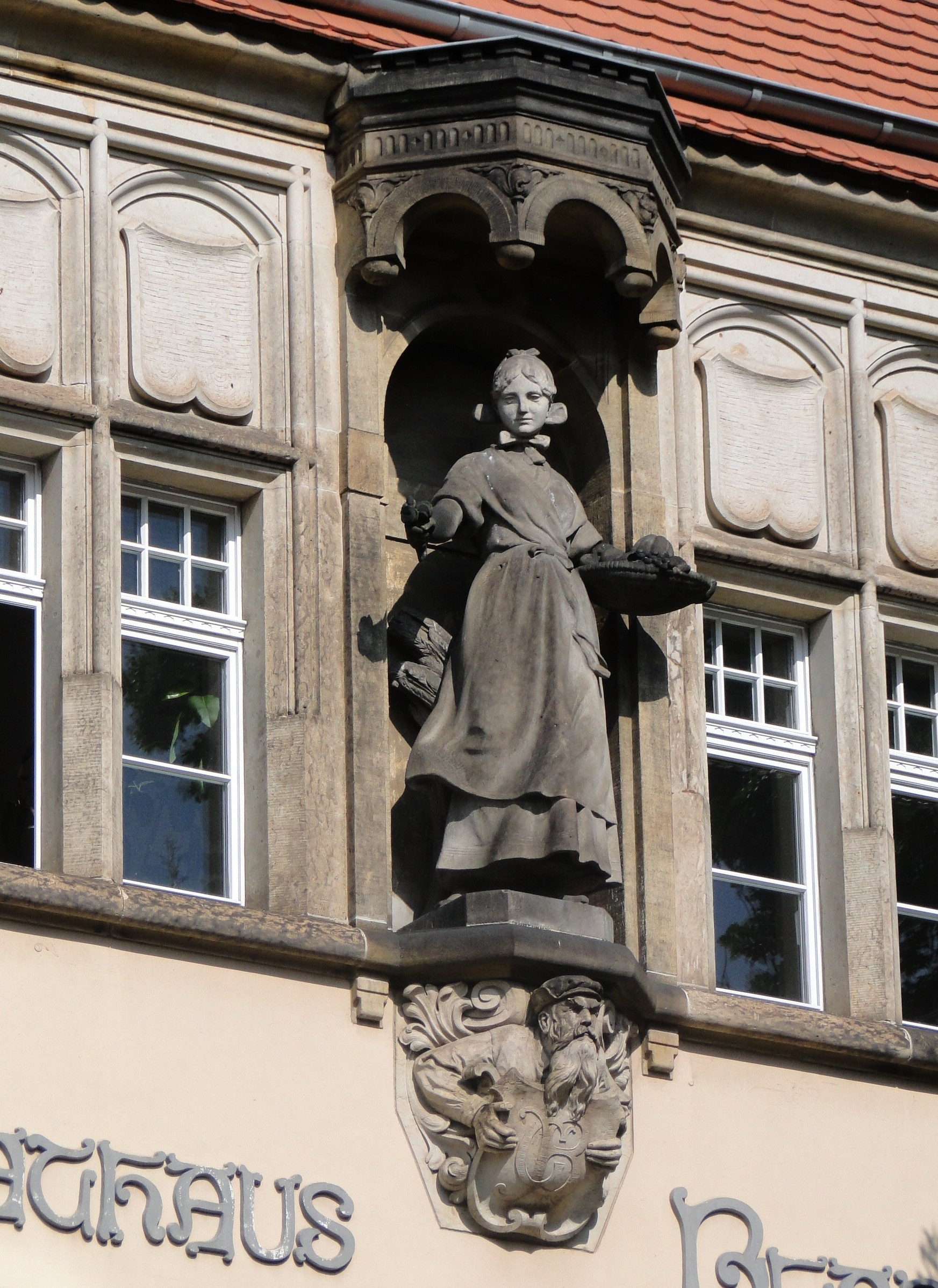
Plastik der Gustel von Blasewitz am Rathaus Blasewitz

Das Rathaus Blasewitz ist ein unter Denkmalschutz stehendes Gebäude an der Naumannstraße 5 im Dresdner Stadtteil Blasewitz. Es wird heute vom Stadtbezirksamt (bis 2018: Ortsamt) Blasewitz genutzt.

## Geschichte
Das Blasewitzer Rathaus entstand im 19. Jahrhundert in mehreren Bauabschnitten auf einem Grundstück in der Nähe der Elbe; ursprünglich wurde das Gebäude als Schulhaus des Ortes genutzt. Dieser älteste Teil entstand nach Plänen von Gottfried Semper und wurde am 14. November 1851 eingeweiht. Die Finanzierung übernahm zum Großteil die 1841 ins Leben gerufene Naumann-Stiftung (benannt nach dem Komponisten Johann Gottlieb Naumann). Seit 1902 erinnert eine Gedenktafel an der Fassade an ihn. Die Bronzetafel wurde von Architekturprofessor Kurt Diestel entworfen und vom Bildhauer Bruno Fischer geschaffen. Da diese Tafel während des Zweiten Weltkriegs verloren ging, entstand 1991 eine Kopie. Auch der Komponist Franz Liszt beteiligte sich durch ein Benefiz-Konzert 1844 an den Kosten des Schulhausbaus. 1876 errichtete die Gemeinde Blasewitz an der Kretschmarstraße einen Schulneubau, so dass die alte Schule nicht mehr benötigt wurde. 
Daraufhin übernahm die Gemeindeverwaltung des Ortes das Gebäude und richtete hier Verwaltungsräume und ein Standesamt ein. 1890 erfolgte ein Umbau durch den Architekten Emil Wägner (1853–1927). 1904 entstand ein weiterer Anbau nach Plänen des ortsansässigen Architekten Karl Emil Scherz. In diesem Zusammenhang wurden an der Fassade drei Relieftafeln mit den Bildnissen sächsischer Könige angebracht, die heute nicht mehr vorhanden sind. Eine weitere Plastik erinnert an die berühmteste Einwohnerin des Ortes, die von Friedrich Schiller in seiner Wallenstein-Trilogie verewigte Schankwirtstochter Johanne Justine Renner („Gustel von Blasewitz“). Schöpfer dieser Figur war der Bildhauer Martin Engelke. 
Mit der Eingemeindung von Blasewitz nach Dresden 1921 verlor das Rathaus seine Funktion und dient seitdem als städtisches Verwaltungsgebäude. Zu DDR-Zeiten war es Sitz des Rates des Stadtbezirks Dresden-Ost. Seit 1991 hat hier das Stadtbezirksamt Blasewitz seinen Sitz.